# Colle dei Giovetti
Il colle dei Giovetti è un passo a 913 m delle Alpi Liguri.

## Geografia

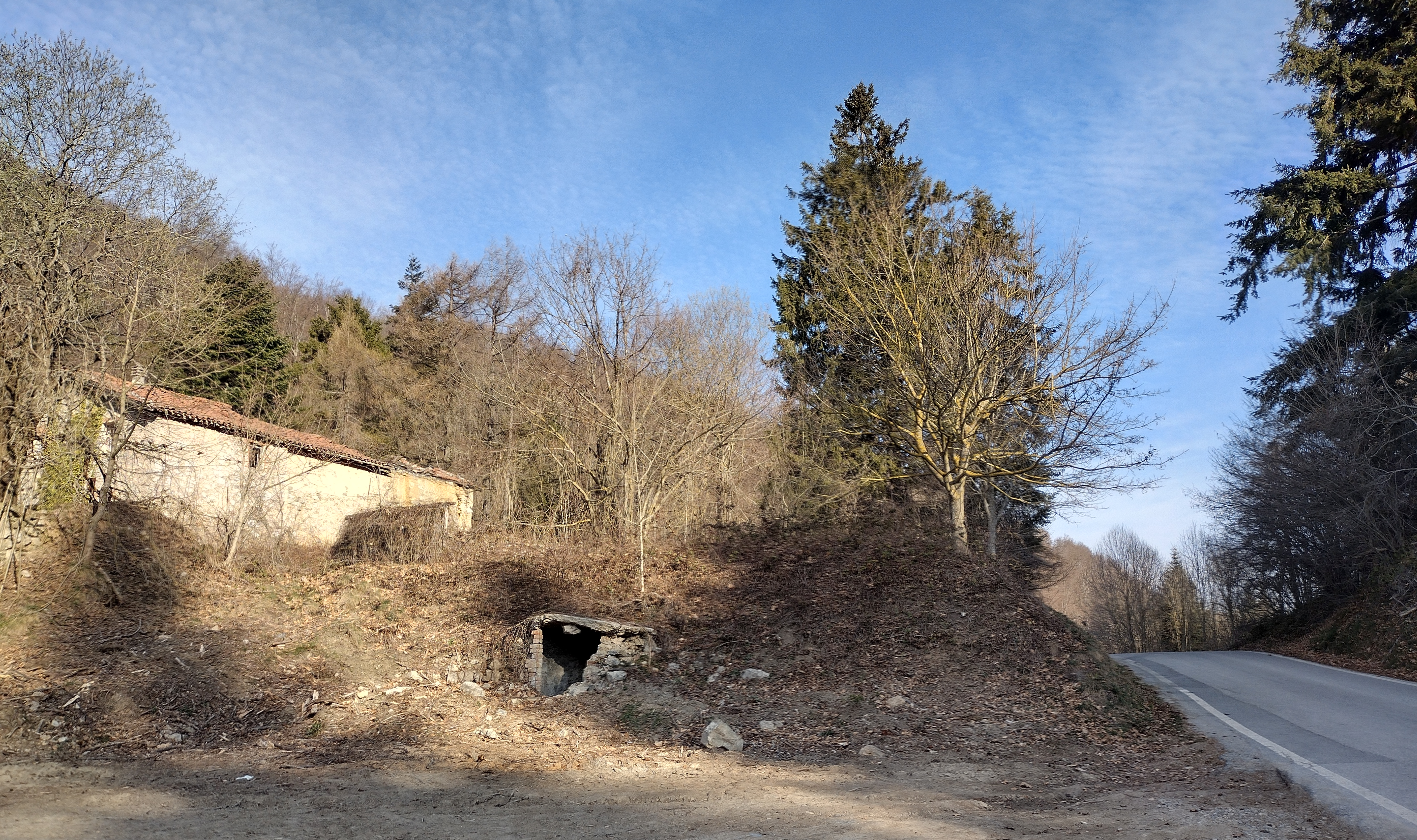
Vista dal lato Val Bormida

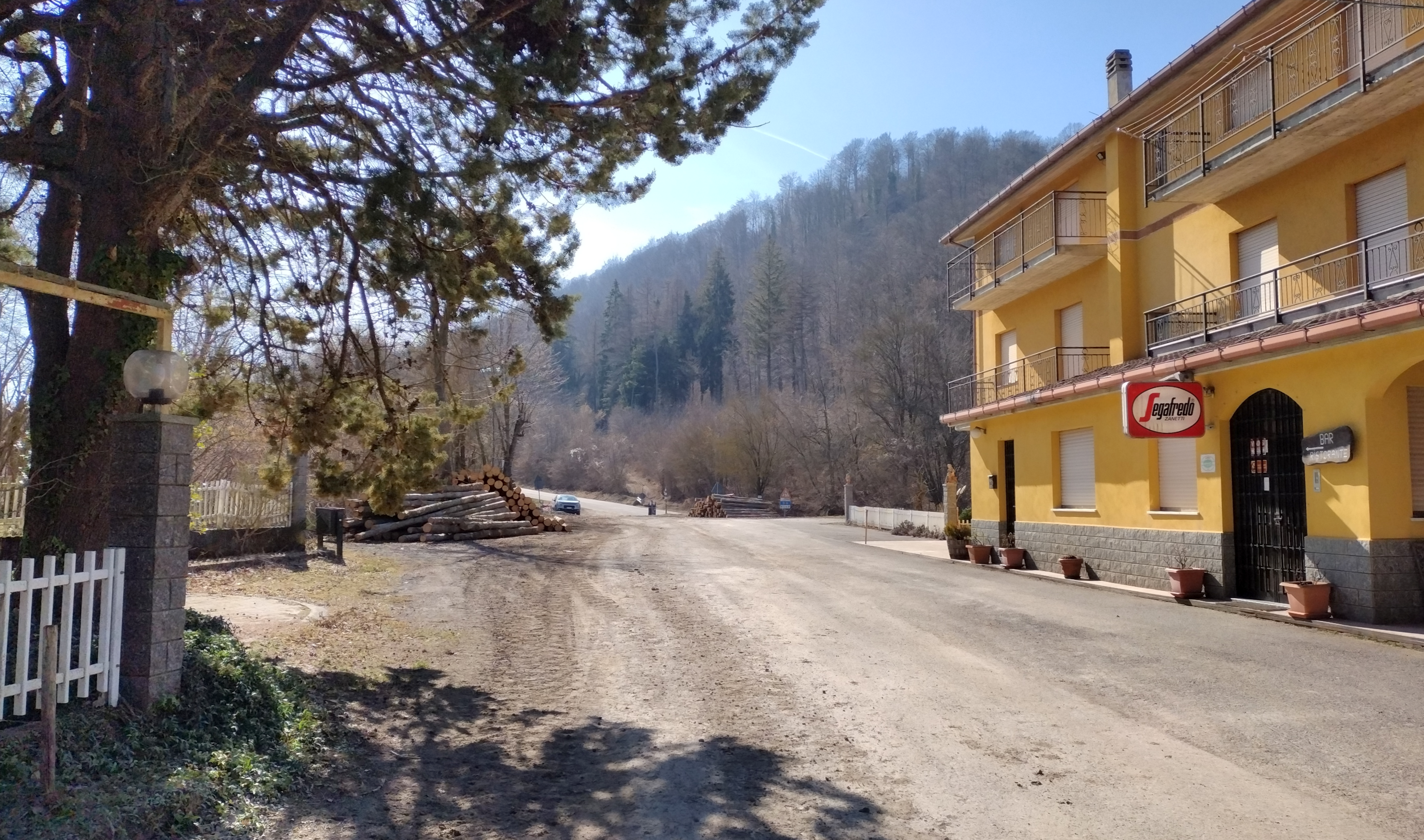
La locanda (oggi chiusa) situata sul punto di valico orografico

Il valico collega Calizzano e Murialdo con Massimino, e quindi permette il transito dall'alta val Bormida all'alta val Tanaro. Il vero e proprio punto di valico tra le due vallate si trova ad una quota di 893 m e nei suoi pressi è collocato un albergo. Si apre tra il Monte Giovetti (1.027 m) e la Croce della Langa (989 m). Il Colle dei Giovetti comunemente inteso si trova invece circa un km più a sud, sul lato Bormida, e si apre tra il Monte Giovetti e il Bric Zerbi. Il passo è interamente compreso in Liguria anche nel suo versante settentrionale perché Massimino è l'unico comune ligure in val Tanaro.
Vi transita l'ex Strada statale 490 del Colle del Melogno.